# L.A. Zombie

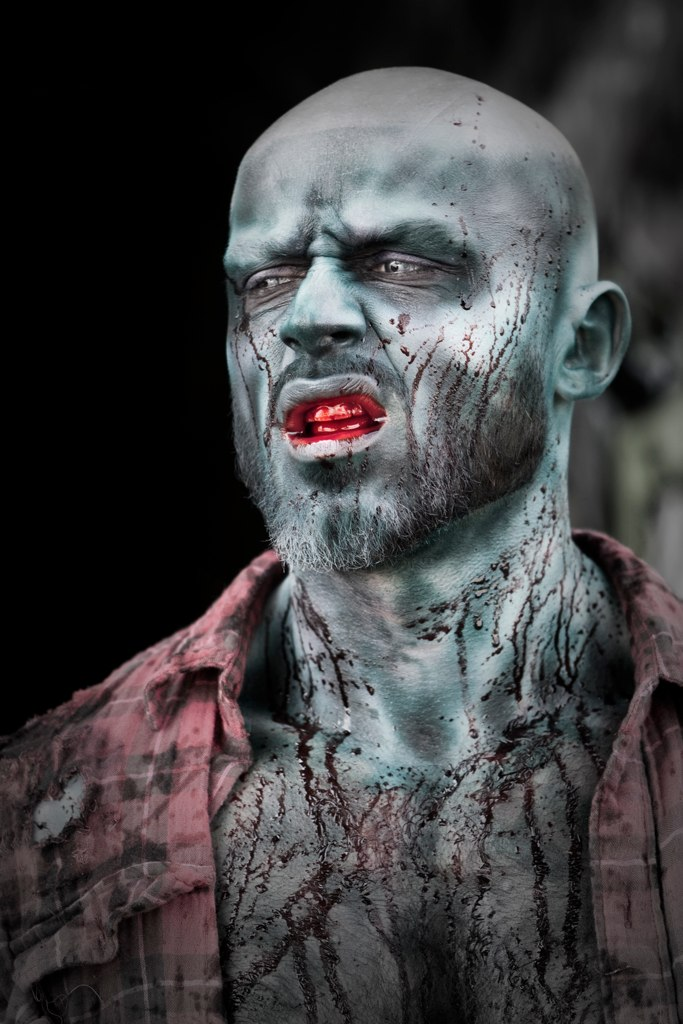
François Sagat in L.A. Zombie

L.A. Zombie is een (homo)pornografische zombiefilm uit 2010 . Schrijver en regisseur is Bruce LaBruce, de hoofdrolspeler is François Sagat.

## Verhaal
Een dakloze schizofreen (François Sagat), gelooft dat hij een buitenaardse zombie is, teruggestuurd naar de aarde op zoek naar kadavers. Zwervend door de straten van Los Angeles vindt hij lichamen, al dan niet als gevolg van moord. Hij probeert de kadavers tot leven te wekken door seks met ze te hebben.

## Rolverdeling
- François Sagat - Zombie
- Matthew Rush - Drugsdeal slachtoffer 1 (als Mathew Rush)
- Erik Rhodes - Drugsdeal slachtoffer 2
- Francesco D'Macho - Drugsdeal slachtoffer 3
- Wolf Hudson - Schietincident slachtoffer
- Tony Ward - Dakloze 1

## Achtergrond
De opnames waren in 2009 op locatie in Los Angeles. Een van de scènes speelt zich af in de Los Angeles River, op precies dezelfde plaats als de Thunder Road-autorace in de filmmusical Grease. L.A. Zombie is eerst als soft-core uitgebracht en later een hardcore gaypornoversie.
Op 30 januari 2010 was een sneak preview tijdens de Peres Project Exhibit in Berlijn als onderdeel van de show L.A. Zombie: The Movie That Would Not Die. De wereldpremière was op 11 februari 2010 tijdens het Internationale Filmfestival van Berlijn. Het Internationale filmfestival van Locarno zal L.A. Zombie, als onderdeel van het internationale concours, vertonen van 4 tot 14 augustus 2010.
De film zou vertoond gaan worden tijdens het Melbourne International Film Festival in Australië op 7 en 8 augustus 2010, maar de Australische filmkeuring weigerde de film te keuren/classificeren, waardoor vertoning niet was toegestaan.